# Santa Cruz del Tozo
Santa Cruz del Tozo es una localidad situada en la provincia de Burgos, comunidad autónoma de Castilla y León (España), comarca de Páramos, ayuntamiento de Basconcillos del Tozo, en España.

## Datos generales
En 2024 contaba con 27 habitantes. Situado 10,4 km al este de la capital del municipio, Basconcillos, en la carretera N-627, entre Fuente Úrbel y La Piedra. Bañada por el río Úrbel.
- Economía

La estructura económica se fundamenta en la agricultura. Carece de actividad industrial.
Dentro de la agricultura, esta se fundamenta en el cultivo de la patata, y en menor medida del secano, fundamentalmente trigo y cebada.
Existen infraestructuras de regadío para los cultivos de patata. En diferentes variedades de consumo y siembra.
Es está una de las pocas zonas productoras de España, pues en este caso, el fresco clima veraniego permite obtener un producto de calidad, exento de virosis y enfermedades degenerativas, tan frecuentes en la patata.

## Apellido
- Total residentes en España con apellido "Santa Cruz" = 3126
- Como primer apellido: 1566
- Como segundo apellido: 1560

## Comarca delTozo
El Tozo es el apellido de una comarca administrativa ampliada por la fusión de los Ayuntamientos de Basconcillos del Tozo y La Piedra. Se encuentra a menos de 50 kilómetros de la capital burgalesa, ocupa una extensión 8.927 Hectáreas . Es una zona de transición a la montaña y ello se ve reflejado en el clima semi-húmedo y frío, con inviernos fríos, duros y largos, con abundancia de nieves y heladas, y veranos cortos y secos. Con grandes oscilaciones termométricas. La lluvia, bastante abundante, queda muy repartida estacionalmente, con la excepción de un periodo más seco de julio y agosto.
- Vía Pecuaria

En el término municipal de Basconcillos, existe una vía pecuaria denominada “Colada del Camino Real de Burgos a Aguilar”.
Esta vía pecuaria posee una anchura variable y una longitud dentro del término municipal de 17,5 km aproximadamente, siendo su dirección sudoeste-noroeste.
- Éxodo rural

Desde la década de los 60 la zona ha perdido cerca de 1.000 habitantes. Esta despoblación en parte se debió a las malas condiciones agrícolas como consecuencia de la calidad y posibilidades de la tierra. Pero sobre todo se debió al afán de progresar de los jóvenes, que emigraban hacia los puntos de actividad industrial.

## Situación administrativa
Entidad Local Menor cuyo alcalde pedáneo es Marta González. Fuente: Partido Socialista Obrero Español.
- Mancomunidades: Páramos y Valles

Municipios: Basconcillos del Tozo, Sargentes de la Lora, Tubilla del Agua, Valle de Sedano
- Fines

1. Servicio de recogida de basuras y posterior tratamiento.
2. Servicios Sociales.

## Historia

### Edad Media
En el año 860, el rey Ordoño I manda al conde Rodrigo repoblar la vieja ciudad cántabra de Amaya (conquistada por Augusto, Leovigildo, Tarik y Alfonso I). Su hijo Diego Porcelos fundaría Burgos en 884 y desde entonces Castilla no pararía de extender sus territorios.
La creación de los alfoces, es de capital importancia para comprender esta expansión.
La misión primordial fue desde el principio militar, participando además en la hueste regia, cuando se les requería para hacer frente a las grandes acometidas del Islam. De esta manera contribuían a la normalización del régimen aldeano y la protección a escala local.
El alfoz de la Piedra, citado en 1001con otros siete lugares: Talamillo del Tozo, Fuente Úrbel del Tozo, Santa Cruz del Tozo, Úrbel del Castillo, Quintana del Pepino La Nuez de Arriba y Montorio, con 11 DESPOBLADOS más. Tenía este alfoz dos castillos, La Piedra y Urbel, destinados en un principio a cerrar la penetración en el alto curso del río Urbel, recuerdo de la primera línea defensiva del baluarte de los siglos VIII y IX. La cabecera del alfoz era La Piedra, que daba nombre al alfoz.

### Edad Contemporánea
Lugar que formaba parte de la Cuadrilla del Tozo en el Partido de Villadiego, uno de los catorce que formaban la Intendencia de Burgos, durante el periodo comprendido entre 1785 y 1833, en el Censo de Floridablanca de 1787, jurisdicción de señorío siendo su titular el duque de Frías, alcalde pedáneo.
Antiguo municipio, denominado Talamillo del Tozo en Castilla la Vieja, partido de Villadiego código INE- 095140.
En el censo de la matrícula catastral contaba con 16 hogares y 69 vecinos.
Entre el censo de 1857 y el anterior, este municipio desaparece porque se integra en el municipio 09264 La Piedra.
- Estadística Diocesana

Según la primera Estadística Diocesana realizada en el 1858, este era el número de almas que tenía cada pueblo: Arcellares, 81; Barrio Panizares 159; Basconcillos, 87; Fuente Úrbel, 110; Hoyos del Tozo, 108; La Piedra, 173; La Rad, 67; Prádanos del Tozo, 79; Santa Cruz, 155; San Mamés de Abar, 173; Trashaedo, 91 y Talamillo, 125. Todos estaban incorporados a la Vicaría de La Rad.

CRUZ DEL TOZO (STA.): 1. con ayunt. en la prov., dióc., aud. terr. y c. g. de Burgos (7 leg ), part. jud. de Sedano (2 ½): SIT. en una llanuга inmediata á la ladera que se extiende de N. á E.; el CLIMA es más frió que templado; reinan los vientos N. y O.; siendo las enfermedades que comúnmente se padecen constipados y romadizos. Tiene 27 CASAS, entre ellas la municipal; una fuente contigua á la pobl. y 5 en el térm., todas do excelente calidad; una igl. parr. (Santa Cruz) servida por un cura párroco y un sacristán. Confina el TÉRM. N. con Larrad; E. Terradillos; S la Piedra, y O. Fuente-Urbel. El TERRENO es casi todo arenisco; báñale el r. Urbel que nace en Fuente Urbel y lleva su curso de N á S., bañando también por este último punto á la Piedra, y no varia de nombre; al E. se encuentra un matorral de roble. CAMINOS: cruza por el pueblo el ant. camino, que por el N. conduce á Santander , y por el S. á Burgos, hay además los vecinales. CORREOS : la CORRESPONDENCIA se recibe de Burgos por el cartero de Sedano. PROD.: trigo alaga, comuña, centeno, yeros y yerba de prados naturales, siendo la mayor cosecha la de comuña; cría de ganado vacuno, lanar caballar y de cerda, j se prefiera el primero; caza de perdices, liebres, chorlas y codornices; y pesca de truchas, peces y cangrejos. IND : la agrícola. POBL. : 16 vec., 69 alm. CAP. PROD.: 209,700 rs. INР.: 40,037. CONTB.: 2,510 rs. 30 mrs.
Diccionario geográfico-estadístico de España y sus posesiones de Ultramar, Pascual Madoz. Madrid, 1845

## Elementos protegidos de interés cultural
- Iglesia parroquial
- Cementerio